# Quốc lộ 46C
Quốc lộ 46C là một tuyến quốc lộ thứ yếu nằm hoàn toàn trong địa phận tỉnh Nghệ An.

## Lộ trình
Quốc lộ 46C dài 112 km, là đường cấp III-IV, với 2-4 làn xe, có điểm đầu tại phường Nghi Hải thuộc thành phố Vinh, và điểm cuối tại xã Nam Sơn thuộc huyện Đô Lương. Tuyến đường trên đi qua các địa phương bao gồm: huyện Nghi Lộc, thành phố Vinh, huyện Hưng Nguyên, huyện Nam Đàn, huyện Thanh Chương, huyện Đô Lương. Tuyến đường cũng đi qua huyện lỵ của một số địa phương như: thị trấn Hưng Nguyên (huyện Hưng Nguyên), thị trấn Nam Đàn (huyện Nam Đàn), thị trấn Thanh Chương (huyện Thanh Chương), thị trấn Đô Lương (huyện Đô Lương).
| Tuyến đường       | Địa phương                     |
| ----------------- | ------------------------------ |
| Đường sắt Bắc Nam | Phường Cửa Nam, thành phố Vinh |
| Quốc lộ 1         | xã Hưng Đạo, huyện Hưng Nguyên |
| Quốc lộ 15        | huyện Nam Đàn                  |
| Quốc lộ 7         | xã Nam Sơn, huyện Đô Lương     |

## Dự án nâng cấp cầu treo sông Giăng
Quốc lộ 46C vượt sông Giăng qua cầu treo sông Giăng. Cây cầu này được khởi công xây dựng năm 1985 và đưa vào sử dụng năm 1987, có chiều dài 120 m, bề rộng 4 m. Sau nhiều năm sử dụng, cầu treo sông Giăng đã xuống cấp và dễ xảy ra tai nạn cho người dân. Sau đó, Tổng cục Đường bộ Việt Nam đã đề xuất xây dựng cầu cứng mới thay cho cầu treo, có tổng mức đầu tư khoảng 68 tỷ đồng để đáp ứng nhu cầu lưu thông cao qua khu vực trên.